# Orden de la Gloria Parental
La Orden de la Gloria Parental (en ruso: Орден «Родительская Слава») es una condecoración estatal de la Federación de Rusia, establecida el 13 de mayo de 2008 por decreto presidencial n.º 775 para galardonar a los padres meritorios de familias excepcionalmente numerosas. El estatuto de la Orden fue reformado el 7 de septiembre de 2010 por decreto presidencial n.º 1099.

## Criterios de concesión
La Orden de la Gloria Parental se otorga a los padres o padres adoptivos que sean ciudadanos rusos, que estén casados, en unión civil o, en el caso de familias monoparentales, a uno de los padres o padres adoptivos, que estén criando o hayan criado a siete o más hijos que a su vez sean ciudadanos de la Federación Rusa. Además la familia debe llevar una vida familiar sana, ser socialmente responsable, brindar un nivel adecuado de atención a la salud, educación, desarrollo físico, espiritual y moral de los hijos, desarrollo pleno y armónico de su personalidad, y ser ejemplo para fortalecer la institución de la familia y la crianza de los hijos.
La adjudicación se realiza cuando el séptimo hijo haya alcanzado la edad de tres años, y siempre y cuando los demás hijos estén vivos, excepto en los casos en que los hijos mayores hayan muerto o desaparecido en acción en defensa de la Patria o de sus intereses, en el cumplimiento de funciones militares, oficiales o cívicas, que fallecieran como resultado de una lesión, conmoción cerebral o enfermedad recibida en estas circunstancias, ya sea por lesión o enfermedad ocupacional.
La insignia de la orden se lleva en el lado izquierdo del pecho y, en presencia de otras órdenes y medallas de la Federación de Rusia, se ubica justo después de la Orden de la Amistad.

## Descripción
La insignia de la Orden es una cruz patada de plata dorada de 70 mm de ancho, con brazos que se ensanchan hacia los extremos exteriores cóncavos. El anverso de la cruz está esmaltado en azul. En su centro hay un medallón circular esmaltado en rojo con bordes dorados y con el escudo de armas dorado de la Federación Rusa. Una corona de laurel esmaltada en verde pasa por debajo y cerca de los extremos exteriores de la cruz. Los rayos dorados se extienden entre los brazos de la cruz hasta la corona de laurel. El reverso es liso (dorado) y lleva el número de serie del premio grabado en la parte inferior.
También se entrega una insignia más pequeña de 40 mm de ancho de la Orden para usar en circunstancias especiales. La insignia de caballero está conectada con un ojal y un anillo a un bloque pentagonal cubierto con una cinta muaré de seda blanca superpuesta de 24 mm de ancho con dos franjas azul claro de 1,5 mm de ancho situadas a 8 mm del borde exterior de la cinta. La insignia de damas cuelga de un lazo hecho con la misma cinta y con los mismos colores y disposición. Ambos se usan en el pecho izquierdo.
| Orden de la Gloria Parental | Orden de la Gloria Parental |
| --------------------------- | --------------------------- |
|                             |                             |